# IC 614
IC 614 је прстенаста галаксија у сазвјежђу Секстант која се налази на листи објеката дубоког неба у Индекс каталогу.
Деклинација објекта је - 3° 27' 53" а ректасцензија 10h 26m 51,8s. Привидна величина (магнитуда) објекта IC 614 износи 14,3 а фотографска магнитуда 15,3. IC 614 је још познат и под ознакама MCG 0-27-15, CGCG 9-39, PGC 30699.